# 安徽农业大学主教学楼
安徽农业大学主教学楼、第二教学楼、南大门是位于安徽省合肥市蜀山区长江西路130号的一组建筑。
2011年3月，以安徽农业大学教学楼（含主教学楼、第二教学楼）及南大门之名列入第四批合肥市文物保护单位。2012年6月，以安徽农业大学主教学楼（含主教学楼、第二教学楼及南大门）之名列入第六批安徽省文物保护单位。其中，主教学楼（又名勤政楼）建成于1954年4月30日。第二教学楼、南大门（又称南门）的建成时间不详。

## 主教学楼

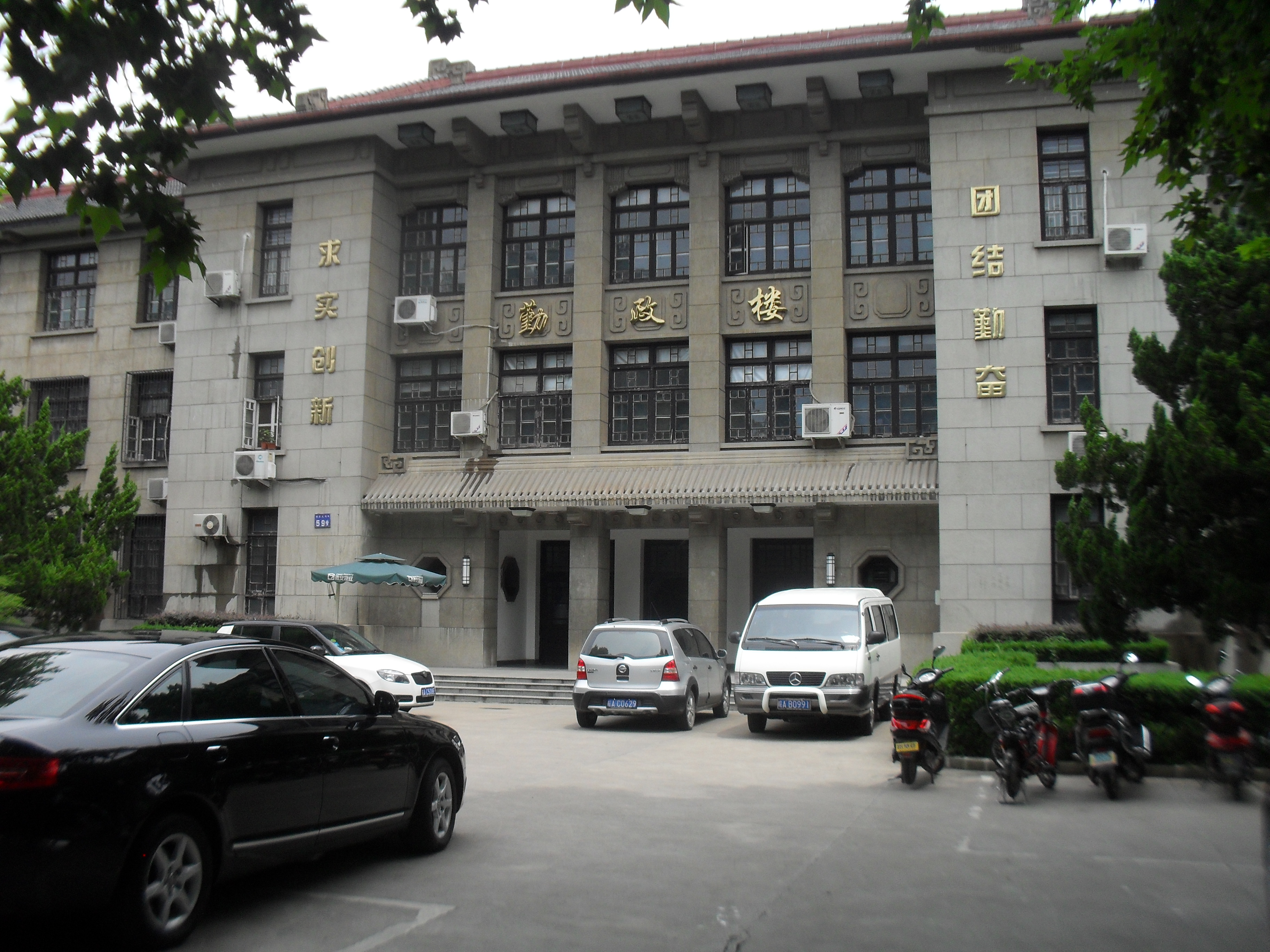
勤政楼，2012年拍摄。

### 历史
安徽农业大学主教学楼又称安徽农业大学第一教学楼，学校师生们通称“一教”。主教学楼由华东建设设计公司设计、安徽省建筑工程局第二工程处建设施工。1953年2月27日，学校与之签署建筑工程协议，3月30日签署建筑工程合同。1953年7月24日，动工。1954年4月30日，主教学楼竣工。工程造价71.075万元。
2010年以前，第一教学楼以教学功能为主，行政办公为辅。其后，陆续迁出教学单位。2010年4月，改名为勤政楼，主要用于行政办公。

### 建筑
主教学楼为南北朝向的砖木结构建筑，整体风格为徽派建筑和苏联建筑的结合。建筑面积7963平方米，建筑高度12.35米，地上3层。建筑平面规矩，中心对称。屋顶为青瓦木屋尖顶结构。墙体为50厘米厚实心粘土砖，外墙为水泥砂浆水刷石。单层单玻木窗，水磨石地面。